# Fenestrulina asturiasensis
Fenestrulina asturiasensis är en mossdjursart som beskrevs av Alvarez 1992. Fenestrulina asturiasensis ingår i släktet Fenestrulina och familjen Microporellidae. Inga underarter finns listade i Catalogue of Life.